# 沼崎一郎
沼崎 一郎（ぬまざき いちろう、1958年 - ）は、日本の文化人類学者、東北大学教授。専門は、文化人類学、台湾を中心とした東アジア研究。

## 略歴
宮城県生まれ。東北大学文学部卒。1986-89年台湾中央研究院民族学研究所訪問学員としてフィールドワークを行う。1991年ミシガン州立大学大学院博士課程修了、92年Ph.D.取得。1991年東北大学文学部講師、助教授、文学研究科教授。

## 著書
- 『キャンパス・セクシュアル・ハラスメント対応ガイド あなたにできること、あなたがすべきこと』嵯峨野書院 2001
- 『なぜ男は暴力を選ぶのか ドメスティック・バイオレンス理解の初歩』かもがわブックレット 2002
- 『「ジェンダー論」の教え方ガイド 女子大生のための性教育とエンパワーメント』フェミックスブックレット 2006
- 『台湾社会の形成と変容 二元・二層構造から多元・多層構造へ』東北大学出版会 人文社会科学ライブラリー 2014
- 『はじめての研究レポート作成術』岩波ジュニア新書 2018

### 共編
- 『交錯する台湾社会』佐藤幸人共編 アジア経済研究所 2012
- 『つながりの文化人類学』高谷紀夫共編 東北大学出版会 2012

## 論文
- Cinii